# Edouard Willems
Edouard Willems (Brugge, 14 juli 1847 – 20 november 1927) was een Belgische notabele in de negentiende en twintigste eeuw, voorzitter van de handelsrechtbank en Commandant van de compagnie Jagers Verkenners.

## Levensloop
Willems was een zoon van Constant Willems en Marie-Anne Lebret. Hij trouwde in 1894 met Marie De Pauw (1851-1908). Ze bleven kinderloos.
Hij was beroepshalve wijnhandelaar. In 1907 werd hij aandeelhouder van de Brugse Bank, door de inbreng bij de stichting, van zijn eigendom, het huis Ter Beurse, Vlamingstraat 35, dat de zetel werd van de bank. Hij werd er ook bestuurder van.
Hij werd rechter bij de Brugse rechtbank van koophandel en was er van 1889 tot 1907 voorzitter van. In 1867 werd hij lid van de Sint-Sebastiaansgilde en bleef dit zijn leven lang. Tegen het einde van zijn leven woonde hij langs de Guido Gezellelaan. Een van de aangevers van zijn overlijden was advocaat Albert Thooris.
Zijn druk bijgewoonde uitvaart in de Sint-Salvatorskathedraal toonde aan dat hij een bekende Bruggeling was. Lijkreden werden uitgesproken door Leon Dhoedt (namens de koophandelsrechtbank), Paul Noë (namens de Vriendenkring van de Jagers Verkenners) en Georges Verstraete (namens de Sint-Sebastiaansgilde).

## Jagers Verkenners
Als onderdeel van de Brugse Burgerwacht werd in 1830 een afdeling ruiters gesticht onder de naam 'Jagers Verkenners'. Behoudens enkele activiteiten van ordehandhaving tijdens de revolutieperiode, werd deze compagnie in de volgende decennia vooral ingezet voor representatieve functies bij bezoeken aan Brugge van leden van de monarchie of andere prominenten. Dit beantwoordde aan de verlangens van sommige leden van de Brugse burgerij en hield derhalve stand. 
Tegen het einde van de negentiende eeuw was er nochtans geen verdere rol meer weggelegd voor de Jagers Verkenners en in 1914 werd de Compagnie definitief opgedoekt. De vriendenband tussen de leden bleef echter sterk en daarom stichtten ze vanaf 1905 een Vriendenkring, die regelmatige bijeenkomsten organiseerde.
Edouard Willems was sinds 1868 lid van de Jagers Verkenners. In 1872 werd hij korporaal, in 1875 sergeant, in 1878 onderluitenant. In 1898 werd hij verkozen tot commandant van de compagnie. Hij was de laatste, vooraleer de Compagnie Jagers Verkenners als burgerwacht werd opgeheven. Ook binnen de Vriendenkring die tot stand kwam, bleef hij actief, tot hij in 1912, vanwege zijn leeftijd, ontslag nam. 
Zijn portret, in uniform van commandant van de Jagers Verkenners, geschilderd door Edmond Van Hove, werd geschonken, samen met de archieven en de vlag van de Jagers Verkenners, aan de Brugse Sint-Sebastiaansgilde.

## Publicatie
- Les chasseurs-éclaireurs de Bruges, voordracht gehouden in 1905, in: Louis DELEU, Les chasseur-éclaireurs de Bruges, Brugge, 1948.